# Приозерная (Новосибирская область)
Приозерная — деревня в Коченёвском районе Новосибирской области России. Входит в состав Шагаловского сельсовета. 

## География
Площадь деревни — 125 гектара.

## Население
| 2002 | 2007 | 2010 |
| ---- | ---- | ---- |
| 65   | ↗68  | ↘64  |

## Инфраструктура
В деревне по данным на 2007 год отсутствует социальная инфраструктура.